# Tomás de Teresa
Tomás de Teresa Colina (ur. 5 września 1968 w Santoñie) – hiszpański lekkoatleta specjalizujący się w biegach średniodystansowych, dwukrotny uczestnik letnich igrzysk olimpijskich (Seul 1988, Barcelona 1992).

## Sukcesy sportowe
- trzykrotny mistrz Hiszpanii w biegu na 800 metrów – 1989, 1994, 1995[1]
- halowy mistrz Hiszpanii w biegu na 800 metrów – 1989

| Rok  | Miasto     | Zawody                      | Konkurencja   | Wynik         |
| ---- | ---------- | --------------------------- | ------------- | ------------- |
| 1987 | Birmingham | Mistrzostwa Europy juniorów | bieg na 800 m | złoty medal   |
| 1989 | Barcelona  | Puchar świata               | bieg na 800 m | 8. miejsce    |
| 1990 | Glasgow    | Halowe mistrzostwa Europy   | bieg na 800 m | srebrny medal |
| 1991 | Sewilla    | Halowe mistrzostwa świata   | bieg na 800 m | srebrny medal |
| 1991 | Tokio      | Mistrzostwa świata          | bieg na 800 m | 8. miejsce    |
| 1994 | Helsinki   | Mistrzostwa Europy          | bieg na 800 m | brązowy medal |
| 1994 | Londyn     | Puchar świata               | bieg na 800 m | 6. miejsce    |

## Rekordy życiowe
| konkurencja         | na stadionie                  | w hali                        |
| ------------------- | ----------------------------- | ----------------------------- |
| bieg na 800 metrów  | 1:44,99 – Sewilla, 30/05/1990 | 1:46,97 – Sewilla, 28/02/1989 |
| bieg na 1000 metrów | 2:19,99 – Madryt, 06/09/1994  | 2:27,49 – Madryt, 05/02/1997  |